# هغینه هاکوبیان
هغینه هاکوبیان (ارمنی: Հեղինե Հակոբյան؛ زادهٔ ۱۹۱۰ - ۳۰ ژانویهٔ ۱۹۷۷) یک نویسنده و شاعر اهل ارمنستان بود.

## زندگی‌نامه
وی در ۱۹۱۰ در تفلیس به دنیا آمد و در دبیرستان دخترانه کامویان تفلیس تحصیل نمود. همراه خانواده به ایران نقل مکان نمود. وی عضو اتحادیه نویسندگان ارمنی ایران بود.  وی در ۳۰ ژانویهٔ ۱۹۷۷ در سن ۶۷ سالگی در لس آنجلس درگذشت.